# Heartland (pel·lícula)
Heartland és una pel·lícula estatunidenca dirigida per Richard Pearce estrenada el 1979. Rebé un Os d'Or al Festival Internacional de Cinema de Berlín de 1980.

## Argument
El 1910 una vídua i la seva filla viatgen a Wyoming per treballar com a mestresses de casa d'un ranxer. Una vegada instal·lada la dona voldrà adquirir un tros de terreny per al seu cultiu, però la bona fortuna no l'acompanyarà en la seva comesa.

## Repartiment
- Rip Torn: Clyde Stewart
- Conchata Ferrell: Elinore Randall Stewart
- Barry Primus: Jack
- Megan Folsom: Jerrine
- Lilia Skala: Mme Landauer
- Amy Wright: Clara Jane
- Jerry Hardin: Cattlebuyer
- Mary Boylan: Ma Gillis
- Jeff Boschee: agent #1
- Robert Overholzer: agent #2
- Bob Sirucek: Dan Byrd
- Marvin Berg: jutge de pau
- Gary Voldseth: Cowboy #1
- Mike Robertson: Cowboy #2
- Doug Johnson: Cowboy #3

## Premis
- Os d'Or al festival de Berlín.